# Igor Irtyszow
Igor Anatolijewicz Irtyszow (ros. Игорь Анатольевич Иртышов; ur. 16 sierpnia 1971 w Kraju Krasnodarskim, zm. w lutym 2021 w Sosnowce) – rosyjski seryjny gwałciciel i morderca. W latach 1993 - 1994 zgwałcił w Sankt Petersburgu 6 chłopców, zabijając 2 z nich.

## Życiorys
Irtyszow urodził się w Kraju Krasnodarskim. Jako dziecko padł ofiarą wypadku, w wyniku którego doznał poważnych obrażeń głowy. Od tego momentu był uznawany za osobę niepełnosprawną intelektualnie. Po osiągnięciu pełnoletności, przeprowadził się do Sankt Petersburga, gdzie podejmował się prac fizycznych. Głównie jednak utrzymywał się z męskiej prostytucji.

## Zbrodnie
W grudniu 1993 r. Irtyszow zgwałcił w parku dwóch chłopców w wieku 11 i 12 lat. Niedługo później będąc pod wpływem alkoholu udusił innego chłopca. W maju 1994 r. zwabił na strych jednego z domów 10-latka, którego zgwałcił i rozerwał mu narządy płciowe. Krótko później próbował zgwałcić 15-latka, chłopcu udało się jednak odeprzeć atak Irtyszowa. Tego samego dnia zgwałcił 9-letniego chłopca, którego wypatroszył. Pomimo przeprowadzenia operacji chłopiec zmarł.

## Proces i śmierć
Został zatrzymany 28 listopada 1994 r. Miało to miejsce po tym, gdy opowiedział swojemu znajomemu o popełnionych zbrodniach. Znajomy  powiadomił milicję. Irtyszow został skazany na karę śmierci przez rozstrzelanie. Po ogłoszeniu moratorium na jej wykonywanie w Rosji w 1996 roku, karę zmieniono na dożywotnie pozbawienie wolności. Irtyszow zmarł na niewydolność serca w lutym 2021 r. w trakcie odbywania kary.